# Marmagne (Cher)
Pour les articles homonymes, voir Marmagne.
Marmagne est une commune française située dans le département du Cher en région Centre-Val de Loire en France.

## Toponymie

### Climat
Pour des articles plus généraux, voir Climat du Centre-Val de Loire et Climat du Cher.
En 2010, le climat de la commune est de type climat océanique dégradé des plaines du Centre et du Nord, selon une étude du CNRS s'appuyant sur une série de données couvrant la période 1971-2000. En 2020, Météo-France publie une typologie des climats de la France métropolitaine dans laquelle la commune est exposée à un climat océanique altéré et est dans la région climatique  Centre et contreforts nord du Massif Central, caractérisée par un air sec en été et un bon ensoleillement. 
Pour la période 1971-2000, la température annuelle moyenne est de 11 °C, avec une amplitude thermique annuelle de 15,4 °C. Le cumul annuel moyen de précipitations est de 720 mm, avec 11,2 jours de précipitations en janvier et 7,2 jours en juillet. Pour la période 1991-2020, la température moyenne annuelle observée sur la station météorologique la plus proche, située sur la commune de Bourges à 9 km à vol d'oiseau, est de 12,1 °C et le cumul annuel moyen de précipitations est de 742,7 mm,. Pour l'avenir, les paramètres climatiques de la commune estimés pour 2050 selon différents scénarios d'émission de gaz à effet de serre sont consultables sur un site dédié publié par Météo-France en novembre 2022.

## Urbanisme

### Typologie
Au 1er janvier 2024, Marmagne est catégorisée bourg rural, selon la nouvelle grille communale de densité à 7 niveaux définie par l'Insee en 2022.
Elle est située hors unité urbaine. Par ailleurs la commune fait partie de l'aire d'attraction de Bourges, dont elle est une commune de la couronne,. Cette aire, qui regroupe 111 communes, est catégorisée dans les aires de 50 000 à moins de 200 000 habitants,.

### Occupation des sols
L'occupation des sols de la commune, telle qu'elle ressort de la base de données européenne d’occupation biophysique des sols Corine Land Cover (CLC), est marquée par l'importance des territoires agricoles (84,1 % en 2018), une proportion sensiblement équivalente à celle de 1990 (83,4 %). La répartition détaillée en 2018 est la suivante : 
terres arables (65,5 %), prairies (15,4 %), forêts (11,6 %), zones urbanisées (3,2 %), zones agricoles hétérogènes (3,2 %), zones industrielles ou commerciales et réseaux de communication (0,7 %), milieux à végétation arbustive et/ou herbacée (0,5 %).
L'évolution de l’occupation des sols de la commune et de ses infrastructures peut être observée sur les différentes représentations cartographiques du territoire : la carte de Cassini (XVIIIe siècle), la carte d'état-major (1820-1866) et les cartes ou photos aériennes de l'IGN pour la période actuelle (1950 à aujourd'hui).

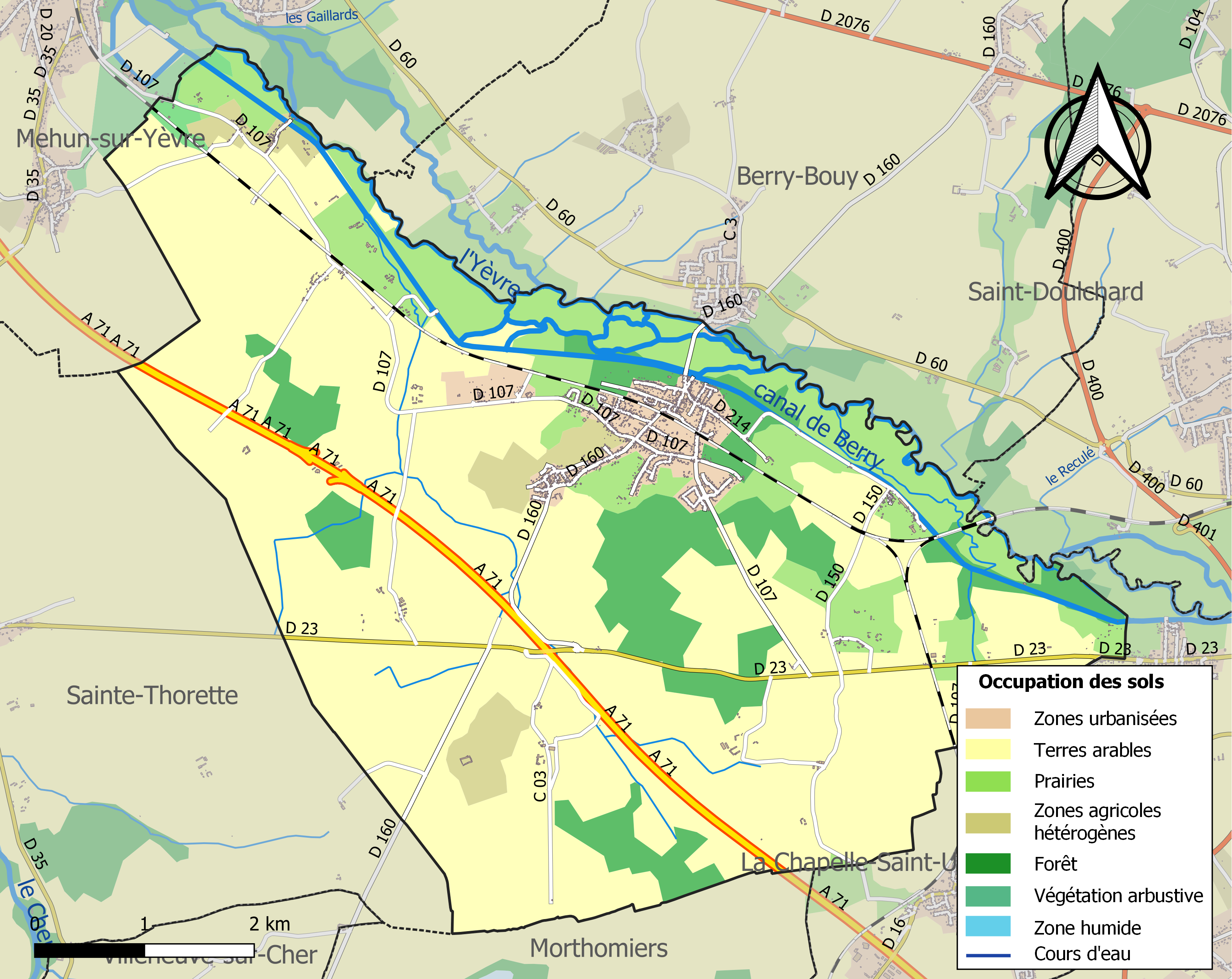
Carte des infrastructures et de l'occupation des sols de la commune en 2018 (CLC).

### Risques majeurs
Le territoire de la commune de Marmagne est vulnérable à différents aléas naturels : météorologiques (tempête, orage, neige, grand froid, canicule ou sécheresse), inondations, mouvements de terrains et séisme (sismicité faible). Il est également exposé à un risque technologique,  le transport de matières dangereuses. Un site publié par le BRGM permet d'évaluer simplement et rapidement les risques d'un bien localisé soit par son adresse soit par le numéro de sa parcelle.

#### Risques naturels
Certaines parties du territoire communal sont susceptibles d’être affectées par le risque d’inondation par débordement de cours d'eau, notamment l'Yèvre et le canal de Berry. La commune a été reconnue en état de catastrophe naturelle au titre des dommages causés par les inondations et coulées de boue survenues en 1982, 1999, 2001 et 2016,.

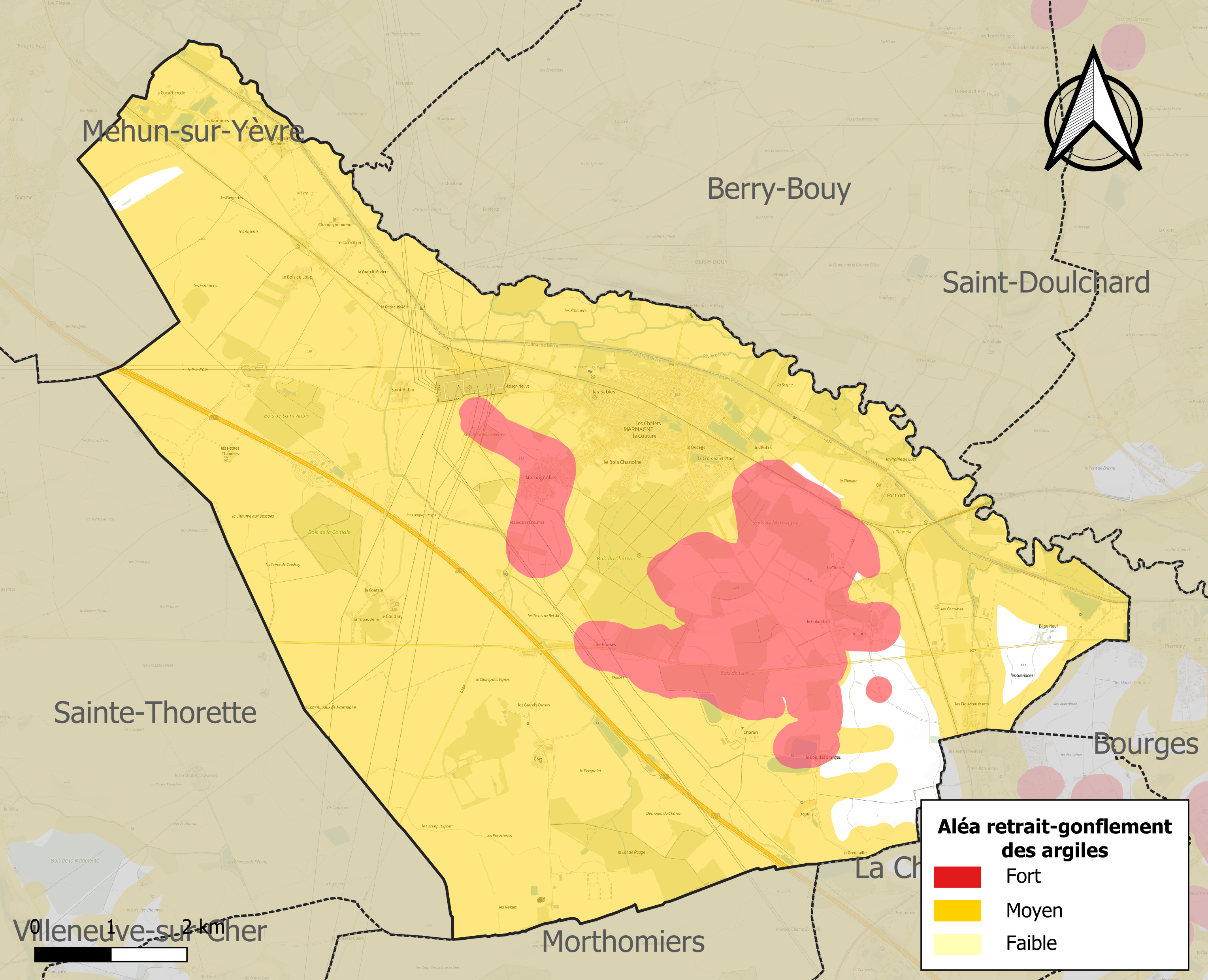
Carte des zones d'aléa retrait-gonflement des sols argileux de Marmagne.

La commune est vulnérable au risque de mouvements de terrains constitué principalement du retrait-gonflement des sols argileux. Cet aléa est susceptible d'engendrer des dommages importants aux bâtiments en cas d’alternance de périodes de sécheresse et de pluie. 96,1 % de la superficie communale est en aléa moyen ou fort (90 % au niveau départemental et 48,5 % au niveau national). Sur les 975 bâtiments dénombrés sur la commune en 2019, 974 sont en aléa moyen ou fort, soit 100 %, à comparer aux 83 % au niveau départemental et 54 % au niveau national. Une cartographie de l'exposition du territoire national au retrait gonflement des sols argileux est disponible sur le site du BRGM,.
Concernant les mouvements de terrains, la commune a été reconnue en état de catastrophe naturelle au titre des dommages causés par la sécheresse en 1989, 1991, 2002, 2011, 2018 et 2019 et par des mouvements de terrain en 1999.

#### Risques technologiques
Le risque de transport de matières dangereuses sur la commune est lié à sa traversée par des infrastructures routières ou ferroviaires importantes ou la présence d'une canalisation de transport d'hydrocarbures. Un accident se produisant sur de telles infrastructures est en effet susceptible d’avoir des effets graves au bâti ou aux personnes jusqu’à 350 m, selon la nature du matériau transporté. Des dispositions d’urbanisme peuvent être préconisées en conséquence.

## Histoire
Au XIIe siècle, la terre de Marmagne était liée à celle de Maubranche et relevait de la baronnie de Montfaucon/Villequiers. Au XIIIe siècle, elle appartint à Guillaume de Marmagne et au XIVe siècle à Guillaume et Jean de Crevant.
Guy de Châteauneuf, seigneur de Marmagne et Maubranche(s), vendit les deux seigneuries à Jacques Cœur pour 4 500  écus d'or en 1451 ; il en fut dépouillé ainsi que de tous ses biens en 1453. Elles furent ensuite adjugées à Claude de Châteauneuf, écuyer, pour 4 500 écus d'or. Il les revendit le 26 janvier 1466 à Thomas Scuyer, conseiller du roi et chambellan, chef de la Garde écossaise de Louis XI, pour 2 500 écus d'or neufs. Le domaine de Marmagne fut ensuite vendu à Jean Pénin, et Maubranche(s) à Pierre Boulin.
Ensuite, Marmagne appartient à la famille Lallemant. Vers 1490 l'aîné, Jean Lallemant, seigneur de Marmagne, commence la construction de l'hôtel Lallemant. Il fut maire de Bourges en 1500. La seigneurie de Marmagne passe ensuite à Étienne Lallemant puis à son frère Guillaume en 1560.
En 1526, la terre de Marmagne passe dans la famille Le Roy, Françoise Lallemant, fille de Jean Lallemant le Jeune ayant épousé Jacques Le Roy, sieur de Saint-Caprais et de Saint-Florent. En 1569, elle passe à Jean Le Roy, fils de Jacques, prieur de Dame-Sainte et chanoine de Saint-Étienne. Ensuite à Claude Le Roy, puis à Jean-Jacques Le Roy. On attribue à Adrien Le Roy la construction du château actuel sur l'emplacement du château féodal. Jadis, le château comprenait deux corps de logis en équerre. Une tour, dans l'angle intérieur contenait l'escalier. En 1735, Adrien Le Roy donne ses terres à son frère puîné Ignace (1690-1751) ; puis vente des terres à Dame Jeanne-Cécile Vallegeas, épouse de messire Pierre Léopold, baron de Burman.
Les seigneurs de Marmagne avaient droit de haute, moyenne et basse justice, exercée par un bailli. L'audience se tenait tous les lundis dans l'auditoire attenant à la métairie de la Croix (aujourd'hui cour de la Croix) adossé au pignon de la vieille grange côté bourg. En 1789, l'auditoire était en ruines. Les instruments de justice : pilori, fourches patibulaires, étaient situés au champ de justice près de la Chaise. Le seigneur de Marmagne devait foi et hommage au seigneur de Montfaucon/Villequiers.
En 1790, Marmagne est chef-lieu de canton. Le canton de Marmagne comprenait également les communes de Berry-Bouy, Saint-Doulchard, La Chapelle (Saint Ursin), Saint Eloy (de Gy) et Sainte-Thorette.

## Politique et administration

### Liste des maires
| Période                                  | Période                  | Identité                       | Étiquette    | Qualité                                                                                 |
| ---------------------------------------- | ------------------------ | ------------------------------ | ------------ | --------------------------------------------------------------------------------------- |
| 1792                                     | 1793                     | Sylvain Baraton                |              |                                                                                         |
| 1793                                     | 1793                     | Etienne Cendrier (Curé)        |              | Officier public                                                                         |
| 1793                                     | 1795                     | Robert Benoit                  |              | Officier public                                                                         |
| 1795                                     | 1799                     | Sylvain Aupic                  |              | Agent municipal                                                                         |
| 1799                                     | 1808                     | Jean-Baptiste Lubin            |              | Président de l'administration municipale puis maire à partir de 1800                    |
| 1808                                     | 1817                     | Charles du Mas de Paysac       |              |                                                                                         |
| 1817                                     | 1822                     | André Charles de Durbois       |              |                                                                                         |
| 1822                                     | 1823                     | Gressin-Boisgirard             |              |                                                                                         |
| 1823                                     | 1849                     | François Brault                |              |                                                                                         |
| 1849                                     | 1851                     | Antoine Jouannet               |              |                                                                                         |
| 1851                                     | 1858                     | Euxode-Marie Baron de Morogues |              |                                                                                         |
| 1858                                     | 1866                     | Jacques Aupic                  |              |                                                                                         |
| 1866                                     | 1870                     | Paul Leblanc                   |              |                                                                                         |
| 1870                                     | 1871                     | Jude Benoit                    |              |                                                                                         |
| Les données manquantes sont à compléter. |                          |                                |              |                                                                                         |
| 1983                                     | 1997                     | Jean Dupérat                   |              |                                                                                         |
| 1997                                     | 2001                     | Colette Jourdain               |              |                                                                                         |
| 2001                                     | 2003                     | Jacques Taupin                 |              |                                                                                         |
| mars 2003                                | 10 mars 2019 (démission) | Aymar de Germay                | UDI puis DVD | Consultant en affaires publiques 1er vice-président de la CA Bourges Plus (2014 → 2019) |
| mars 2019                                | mai 2020                 | Bernard Duperat                |              | Retraité de l'enseignement                                                              |
| mai 2020                                 | En cours                 | Bernard Dupérat,               |              | Cadre de la fonction publique                                                           |
| Les données manquantes sont à compléter. |                          |                                |              |                                                                                         |

### Politique environnementale
Dans son palmarès 2016, le Conseil National des Villes et Villages Fleuris de France a attribué une fleur à la commune au Concours des villes et villages fleuris.
En 2017, la commune lance le projet " Smartmagne ", dont le point central est l'autoconsommation électrique, afin d'atteindre l'autonomie énergétique. Il s'agit de un des vingt-cinq retenus dans le cadre d'un appel à projets en matière de ville durable, au niveau national.
La commune accueille en 2021 la première station de rebours de gaz de la région Centre-Val de Loire. Elle permet de faire circuler du biométhane produit dans quatre unités environnantes de méthanisation vers le réseau de transport de gaz naturel national.

## Population et société

### Démographie
L'évolution du nombre d'habitants est connue à travers les recensements de la population effectués dans la commune depuis 1793. Pour les communes de moins de 10 000 habitants, une enquête de recensement portant sur toute la population est réalisée tous les cinq ans, les populations de référence des années intermédiaires étant quant à elles estimées par interpolation ou extrapolation. Pour la commune, le premier recensement exhaustif entrant dans le cadre du nouveau dispositif a été réalisé en 2008.

En 2022, la commune comptait 1 934 habitants, en évolution de −2,42 % par rapport à 2016 (Cher : −2,48 %, France hors Mayotte : +2,11 %).
| 1793 | 1800 | 1806 | 1821 | 1831 | 1836 | 1841 | 1846 | 1851 |
| ---- | ---- | ---- | ---- | ---- | ---- | ---- | ---- | ---- |
| 797  | 743  | 730  | 727  | 754  | 868  | 836  | 923  | 971  |

| 1856 | 1861  | 1866  | 1872  | 1876  | 1881  | 1886  | 1891  | 1896  |
| ---- | ----- | ----- | ----- | ----- | ----- | ----- | ----- | ----- |
| 952  | 1 184 | 1 245 | 1 208 | 1 190 | 1 130 | 1 125 | 1 027 | 1 039 |

| 1901  | 1906  | 1911  | 1921  | 1926  | 1931  | 1936  | 1946  | 1954  |
| ----- | ----- | ----- | ----- | ----- | ----- | ----- | ----- | ----- |
| 1 044 | 1 108 | 1 070 | 1 144 | 1 042 | 1 082 | 1 003 | 1 164 | 1 110 |

| 1962  | 1968  | 1975  | 1982  | 1990  | 1999  | 2006  | 2008  | 2013  |
| ----- | ----- | ----- | ----- | ----- | ----- | ----- | ----- | ----- |
| 1 319 | 1 321 | 1 684 | 1 774 | 1 908 | 1 941 | 1 989 | 2 003 | 2 005 |

| 2018  | 2022  | - | - | - | - | - | - | - |
| ----- | ----- | - | - | - | - | - | - | - |
| 1 937 | 1 934 | - | - | - | - | - | - | - |

## Culture locale et patrimoine

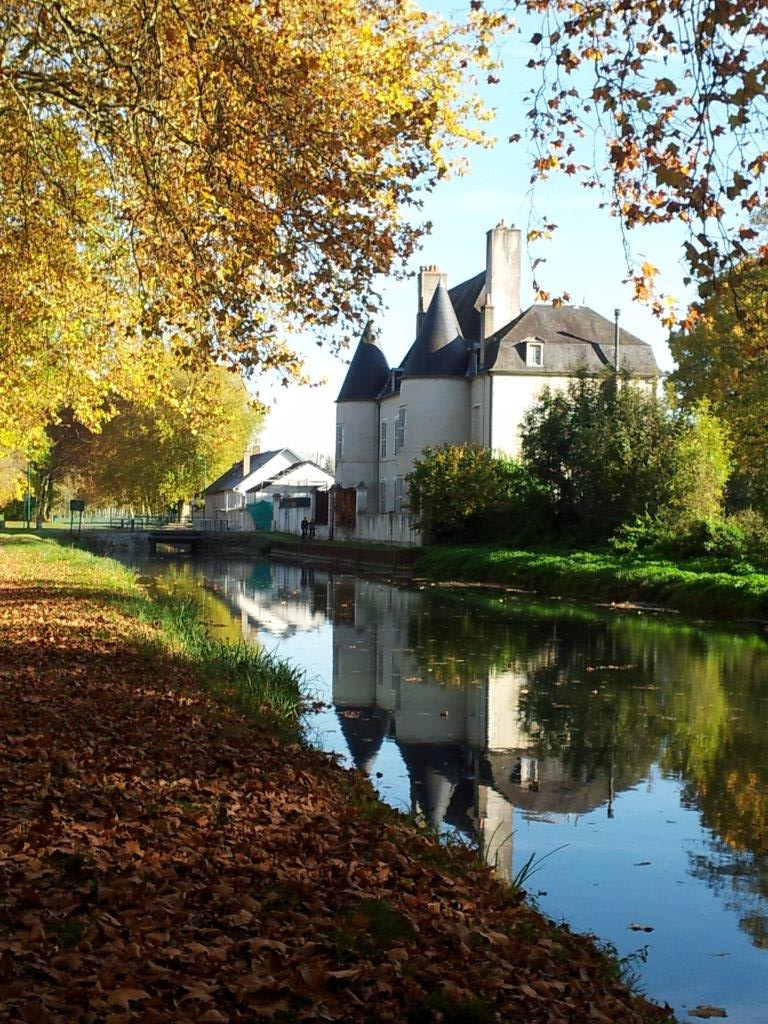
Château et canal.

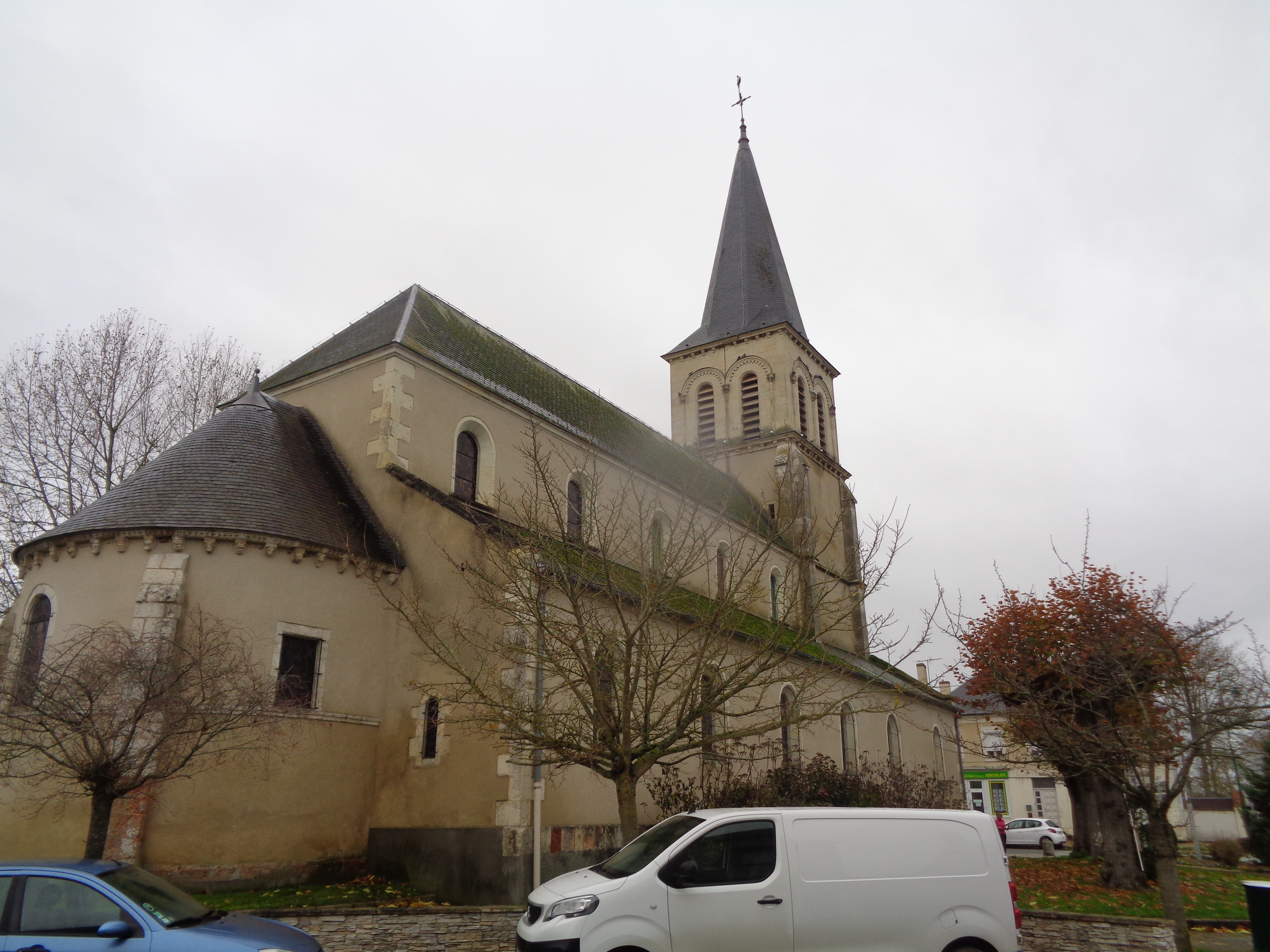
L'église.

### Lieux et monuments
- Le château de Beauvoir occupe l'emplacement où était située, à la limite de la commune avec Mehun-sur-Yèvre, l'ancienne abbaye cistercienne pour moniales de Notre-Dame de Beauvoir, fondée avant 1231 par Robert Ier de Courtenay et par Mathilde de Vierzon-Mehun, sa femme, confirmée par saint Louis en 1234[31]. En 1451, Jacques Cœur en devient propriétaire pour 4 500 écus d'or[32].
- L'église Saint-Pierre.
- Gare de Marmagne.
- La grange de Saint-Aubin est mentionnée au début du XIIe siècle. Elle fut reconstruite à l'époque moderne. Ses dimensions sont imposantes (22,50 × 45,60 mètres) et son toit est soutenu par une charpente et des poteaux latéraux. La porte dans le pignon mesure 4.70 mètres ; elle date de 1737[33].
- L'ancienne mairie de Marmagne qui est sur la place de l'église. Ce bâtiment est maintenant utilisé par l'école.
- Parc éolien des Coudrays mis en service en mai 2011.

### Personnalités liées à la commune
- Maurice Bourlon (1875-1914), officier, préhistorien, a passé son enfance à Marmagne, à la villa Bourlon.
- Hubert de Lagarde (1898-1945), officier, écrivain, résistant, né à Marmagne.
- Le général de Gaulle fut reçu le 20 novembre 1949 au château du Luet par le colonel Ernest Boissonnet à l'occasion du lancement du RPF dans le Cher. Ernest Boissonnet est l'arrière-grand-père d'Aymar de Germay, ancien maire de Marmagne.